# 利贝泰堡
利贝泰堡（又譯為自由堡）是海地东北省的一座城市，也是东北省的省会。本地与多米尼加共和国接壤，是海地历史最悠久的城市之一。海地的国家独立消息是于1803年11月29日在本地宣布的。
利贝泰堡及其周边地区原为印第安人聚居区，后被西班牙人殖民统治。西班牙殖民者于1578年在本区域建立了一座名为“Bayaja”的城市，但后于1605年遗弃。1732年，本区被法国人占领，并将其命名为（法国的）皇太子堡，1794年西班牙人又通过武装部队再次占领本区，1801年归还法国，1803年当地宣布独立。本座城市经历多次易名：Bayaja（1578年）、皇太子堡（1732年）、圣约瑟夫堡（1804年）、皇家堡（1811年），最终于1820年改为现名。

## 人口
利贝泰堡人口11465，当地人使用海地克里奥尔语，教育上更多的使用法语。当地人在宗教上多信仰罗马天主教和海地的伏都教。

## 地理
利贝泰堡是东北省的一部分，与多米尼加接壤。东北省是海地下辖的十个省之一。殖民统治时期，包括利贝泰堡在内的东北省大部分地区被开辟为种植园，今天当地仍然是一处重要的咖啡生产基地，当地的松树林被大量砍伐以用作木炭。另外，当地保留有大量已经损坏的殖民时期留下的城堡。
利贝泰堡是法属圣多明戈时期的重要港口。城市位于海湾中部，面朝大西洋。城市被法国人建立为海军基地，四个城堡像“连成一串珠子守护海湾”。两个较大的城堡是Lachatr堡和海港女王堡，1793年被领导海地革命的杜桑·卢维杜尔（1743年5月20日-1803年4月7日）夺取，之后他领导海地人民向北最终战胜西班牙。
利贝泰堡距和平港（西北省省会）约40海里（74），距太子港（海地首都）约290（180英里）。城市平均海拔为1（3.3英尺）。

## 气候
城市多晴天，有清凉的海风，平均气温为30 °C（86 °F），是典型的热带气候。